# Viola Profonda
Die Viola Profonda ist ein viersaitiges Streichinstrument, das die Tenorlage mit einer eigenen Klangfarbe ausfüllt und somit die harmonische Relation und das Gleichgewicht des klassischen Streichquartetts reformiert. Bei den klassischen Instrumentengattungen, wie beispielsweise den Holzblasinstrumenten, Blechblasinstrumenten und auch beim Chor, wird jede der vier Stimmen (Sopran, Alt, Tenor, Bass) von einer eigenen Klangfarbe repräsentiert.

## Spielweise
Das herkömmliche Streichquartett füllt seine Vierstimmigkeit mit drei Klangfarben auf: zwei Geigen, Bratsche, Violoncello. Durch die Viola Profonda wird das klassische Streichquartett mit der vierten Klangfarbe komplettiert.
| Stimme | Klassisches Streichquartett | Natürliches Streichquartett |
| ------ | --------------------------- | --------------------------- |
| Sopran | erste Geige                 | Geige                       |
| Alt    | zweite Geige                | Bratsche                    |
| Tenor  | Bratsche                    | Viola Profonda              |
| Bass   | Violoncello                 | Violoncello                 |

So wie das Violoncello mit seiner Lage eine Oktave unter der Bratsche liegt, so ist die Lage der Viola Profonda dem System entsprechend eine Oktave unter der Geige.
- Saitenstimmung: G – d – a – e’ oder F – c – g – d’
- Notation: Im G-Schlüssel klingt sie eine Oktave tiefer als notiert und in den C-Schlüssel transponiert klingt sie eine Quarte tiefer als notiert.
- Spielweise: Wie bei der Geige – auf der Schulter liegend

## Herkunft
Die Viola Profonda wurde von dem bolivianischen Komponisten, Dirigenten und Instrumentenentwickler Gerardo Yaňez konzipiert, entwickelt, benannt und in seiner vollständigen Form patentiert. Im November 2007 wurde der Prototyp gebaut und am 2. November 2008 fand in der Thomaskirche – Leipzig, die Weltpremiere statt. Am 14. Januar 2010 wurde sie in der Berliner Philharmonie präsentiert.

## Kompositionen
2012
- “Mística 12” für natürliches Streichquartett, Alberto Villalpando
- “Obssesio” für Gitarre und natürliches Streichquartett, Rodrigo Navarro
- “Krieg und Familie” für Piano, Bass und natürliches Streichquartett, Eva Maria Götte-Schmidt
- Streichquartett Nr. 4 in D-Dur, Op. 48 für natürliches Streichquartett, Eric Quezada

2011
- “Orientalische Nächte” für Viola Profonda & Piano, Martin Rätz Jr.
- “Suita andalusí” für Viola Profonda & Guitarre, Nikos Tsiachris
- “Amour Èternel” (Chanson) für Viola Profonda & Piano – Martin Rätz Jr.
- “Berlin – Mein Himmel, meine Hölle” für natürliches Streichquartett – Gerardo Yañez
- “Kuwalkado” (Tango-Habannera) für Viola Profonda, Akkordeon, Bass & Gitarre – Martin Rätz Jr.
- Streichquartett (Andante, Largo, Danza, Fuge) für natürliches Streichquartett – Daniel Léo Simpson
- “Adarel” – Viola Profonda, Streichorchester und Perkussion – Gerardo Yañez
- “Los diálogos de Tunupa” – Viola Profonda & Streichorchester – Alberto Villalpando
- Sonate für Viola Profonda & Gitarre – Nikos Tsiachris

2010
- Viola Profonda, Piano & Bandoneón – Judith Brandenburg.
- “Toccata Camila”-Viola Profonda & Piano – Miguel Bareilles.
- Viola Profonda & Streichorchester – Jorge Gustavo Mejia Medina.
- “Ven” – Viola Profonda & Piano – Judith Brandenburg.
- 3 Duos (“1. Erstarrung, 2. Erregung, 3. Erwartung”) – Viola Profonda & Piano – Helmut Barbe.
- Viola Profonda & Orchester – Miguel Bareilles.
- Viola Profonda & Kammerorchester – Udo Agnesens.
- “Soliloquy” – Viola Profonda & Piano – Daniel Léo Simpson.
- Viola Profonda & Piano – Jorge Gustavo Mejia Medina
- “Kotti” (Blues) – Natürliches Streichquartett, Piano & Schlagzeug – Gerardo Yañez.

2009
- “Mística 10” – Viola Profonda & Piano – Alberto Villalpando.

2008
- “Elegiaco” – Viola Profonda & Gitarre – Carlo Domeniconi.
- “Prelude” – Viola Profonda & Gitarre – Carlé Costa.
- “Epitaph” – Viola Profonda & Piano – Helmut Friedrich Fenzl.
- “Guantanamo” (Blues) – Viola Profonda & Piano – Gerardo Yañez.
- “Der Titan” (Prelude) – Viola Profonda solo – Gerardo Yañez.

2002
- “Ofrenda” (Kontemplative Meditation) – Viola Profonda solo – Gerardo Yañez.